# Schelklingen
Schelklingen település Németországban, azon belül Baden-Württembergben. Lakosainak száma 6952 fő (2023. december 31.).

## Népesség
A település népessége az elmúlt években az alábbi módon változott:
| Lakosok száma | 6103 | 6507 | 6495 | 6298 | 6254 | 6951 | 7122 | 7113 | 6777 | 6952 |
|               | 1961 | 1967 | 1974 | 1980 | 1987 | 1993 | 2000 | 2006 | 2013 | 2023 |